# هاري كوك (لاعب كاراتيه)
هاري كوك (بالإنجليزية: Harry Cook)‏ هو لاعب كاراتيه بريطاني، ولد في 1949 في ساوث شيلدز ‏ في المملكة المتحدة.